# Riekoperla serrata
Riekoperla serrata är en bäcksländeart som beskrevs av Günther Theischinger 1985. Riekoperla serrata ingår i släktet Riekoperla och familjen Gripopterygidae. Inga underarter finns listade i Catalogue of Life.